# Biagio De Giovanni
Biagio De Giovanni (Napoli, 21 dicembre 1931) è un filosofo e politico italiano, parlamentare europeo, già esponente del PCI, del PDS e dei DS. Ha aderito successivamente alla Rosa nel Pugno.

## Biografia
Da giovanissimo simpatizzò per la Monarchia e l'11 giugno 1946 fu tra coloro che presero parte agli scontri che causarono la strage di via Medina; in seguito avrebbe spiegato la sua partecipazione con queste parole: «Già leggevo Hegel - ero monarchico perché credevo all'unità dello Stato. (...) Scappai quando la situazione s'incanaglì».
Laureatosi presso la facoltà di giurisprudenza all'Università Federico II di Napoli, con una tesi di filosofia del diritto su Giambattista Vico, è stato docente nello stesso ateneo e in seguito ha insegnato presso l'Università di Bari.
È stato poi docente di Dottrine politiche presso l'Università degli Studi di Napoli "L'Orientale" e titolare della cattedra Jean Monnet di Storia e politica dell'integrazione europea presso lo stesso ateneo. Dal 1981 al 1986 è stato il direttore della rivista "il Centauro. Rivista di filosofia e teoria politica", che annoverava, tra gli altri, collaboratori come Angelo Bolaffi, Massimo Cacciari, Umberto Curi, Roberto Esposito e Giacomo Marramao.
Dal 1987 al 1989 è stato rettore dell'Università degli Studi di Napoli "L'Orientale".
È stato eletto deputato europeo alle elezioni del 1989 nelle liste del Partito comunista italiano e poi riconfermato nel 1994 con il Partito democratico della sinistra. È stato presidente della Commissione per gli affari istituzionali, membro della Commissione per la gioventù, la cultura, l'istruzione, i mezzi di comunicazione e lo sport, della Delegazione per le relazioni con l'Unione delle Repubbliche Socialiste Sovietiche, della Commissione giuridica e per i diritti dei cittadini, della Delegazione per le relazioni con la Repubblica popolare cinese, della Delegazione per le relazioni con i paesi del Mashrek e gli Stati del Golfo. Conclude il mandato nel 1999.
In seguito continua a essere attivo come relatore in diversi seminari e incontri, su temi non solo filosofici; inoltre continua la sua produzione pubblicistica.

## Opere principali
- L'esperienza come oggettivazione: alle origini del problema moderno della scienza, Jovene, 1962.
- La teoria politica delle classi nel Capitale, De Donato, 1976.
- Hegel e il tempo storico della società borghese, De Donato, 1976.
- Marx e la costituzione della praxis, Cappelli, 1984.
- Marx dopo Marx, con Gianfranco Pasquino, Cappelli, 1985.
- La nottola di Minerva: PCI e nuovo riformismo, Editori Riuniti, 1989.
- Dopo il comunismo, Cronopio, 1990.
- L'ambigua potenza dell'Europa, Guida, 2002.
- Da un secolo all'altro: politica e istituzioni a partire dal 1968, con Ciriaco De Mita e Roberto Racinaro, Rubbettino, 2004.
- La filosofia e l'Europa moderna, Il Mulino, 2004.
- Sul partito democratico. Opinioni a confronto, con Massimo Cacciari e Giuseppe Galasso, Guida, 2007.
- A destra tutta. Dove si è persa la sinistra?, Marsilio, 2009.
- Elogio della sovranità politica, Editoriale Scientifica, 2015.
- Kelsen e Schmitt. Oltre il Novecento, Editoriale Scientifica, 2018.
- Marx filosofo", Editoriale Scientifica, 2018.
- Libertà e vitalità. Benedetto Croce e la crisi coscienza europea, Il Mulino, 2018.
- Figure di apocalisse. La potenza del negativo nella storia d'Europa, Il Mulino, 2022.
- Giordano Bruno, Giambattista Vico e la filosofia meridionale, Editoriale Scientifica, 2023.